# Abbazia di Santa Croce al Chienti
L'abbazia di Santa Croce al Chienti si trova nelle Marche nelle campagne di Sant'Elpidio a Mare tra le frazioni di Bivio Cascinare e Casette d'Ete. Nel 1902 è stata dichiarata monumento nazionale. Il complesso è conosciuto ed indicato in molteplici fonti anche come Basilica imperiale di Santa Croce al Chienti.

## Storia
La tradizione fa risalire la data della consacrazione dell'abbazia al 14 settembre dell'anno 887 alla presenza dell'imperatore Carlo III Il Grosso, del vescovo di Fermo Theodosio e di altri 19 Vescovi e di 27 canonici. Nel 968 l'imperatore Ottone I scioglie il monastero benedettino dalla dipendenza dal vescovo di Fermo e lo prende sotto la propria protezione. Grazie alle generose donazioni del potere imperiale l'istituzione monastica si radicò sempre più nel proprio territorio ampliando le sue proprietà agricole e acquisendo un ruolo strategico nel controllo della rete viaria circostante. I documenti che ci consentono di ricostruire la storia più antica dell'Abbazia sono conservati presso l'archivio segreto di Sant'Elpidio a mare. Commissionati dal comune che vantava diritti reali sul territorio, furono redatti nel 1413 da Francesco di Vanni. Altre pergamene sono conservati presso l'archivio di stato di Roma. I diplomi in essi menzionati concernono documenti menzionati o originali attribuiti a Carlo III il Grosso, al vescovo di Fermo Theodosio, a Lamberto II imperatore e re d'Italia, all'imperatore Ottone I, Ottone II e Ottone III. Tra gli accordi stipulati con gli imperatori tedeschi, un obbligo di rifornire di calzature l'esercito in transito lungo la costa. Con bolla del 12 settembre 1197 Papa Celestino III prende sotto la propria protezione L'Abbazia e conferma le sue proprietà e le decime su di un territorio che si sviluppa negli attuali comuni di Civitanova, Corridonia, Montecosaro, Montegranaro, Monte San Giusto e Sant'Elpidio a Mare. Con l'ascesa della non lontana abbazia di Chiaravalle di Fiastra (nel Comune di Tolentino), iniziò per Santa Croce una progressiva decadenza economica e religiosa. Nel 1239 Papa Gregorio IX incarica il vescovo di Fermo Filippo II di riformare il complesso monastico secondo l'ordine cistercense. Nel 1266 l'Abate e i monaci di Santa Croce decidono di accorpare i propri beni al monastero fiastrense e di divenirne ad esso subalterni. Rileggendo l'inventario del 1263 precedente alla cessione e del 1275 successivo all'annessione possiamo avere una misura della sua potenza raggiunta. Il monastero conservava numerosi edifici religiosi, magnifici paramenti liturgici e preziosi reliquiari, il più importante dei quali era una croce d'argento che aveva incastonata la reliquia della Santa Croce. Nel 1468 il complesso abbaziale diventa di proprietà del Comune di Sant'Elpidio a mare. Nel 1749 il Vescovo di Fermo Alessandro Borgia ristruttura la Basilica. Nel 1790 il vescovo fermano Andrea Minucci riduce il complesso abbaziale a struttura agricola e ricava dalla chiesa un granaio, soppalcando la navata centrale, un'abitazione nella parte absidale ed una stalla nella navata destra. Dopo oltre due secoli di abbandono e degrado ad usi impropri la struttura basilicale è interessata da un restauro iniziato nel marzo 2006 teso al ripristino della primitiva tipologia e alla conseguente riapertura al pubblico, avvenuta nel 2010.

## Architettura
L'atto di fondazione risale al 24 giugno 883 sopra una preesistente basilica cristiana del V secolo. La prima chiesa fu costruita grazie ai mezzi messi a disposizione dalla munificenza di Carlo III il Grosso : un edificio a tre navate molto semplice con la navata centrale larga il doppio di quelle laterali. Una trasformazione evidente dell'edificio dovrebbe essere avvenuta tra il XI ed il XII secolo, in periodo romanico, con l'allungamento della chiesa per ingrandire e sopraelevare la zona presbiteriale. Nel Settecento, per impulso del cardinale Alessandro Borgia, arcivescovo di Fermo, furono sopralevate le navate e le absidi, e venne modificata la facciata, rifinita poi con una fascia di archetti più alta delle fasce laterali, e con due volute di raccordo in laterizio di gusto tardo barocco. All'interno della chiesa una lapide ricorda i lavori di ristrutturazione eseguiti sulla Basilica dall'Arcivescovo di Fermo Alessandro Borgia nel 1749:
All'esterno dell'Abbazia una lapide ricorda:

## Stemma
Una lunetta con la raffigurazione di un falco su tre colli collocata sulla "Torre gerosolimitana", eretta a Sant'Elpidio a Mare dai cavalieri di Malta nel XIV secolo, rappresenta lo stemma dell'abbazia.

## La leggenda di Lotario e Imelda
Alla basilica di Santa Croce al Chienti è legata la leggenda del tragico amore di Lotario e Imelda, una tipica storia di amor cortese fra il cavaliere e la sua dama.
Lotario, cavaliere di Ascoli, ama Imelda, figlia di Eufemio, il feudatario locale.
Il padre di lei però contrasta il loro amore e fa rinchiudere la figlia in convento per impedirle di incontrarsi col suo innamorato. Imelda si lascia morire di dolore; Lotario, per vendicare l'amata, uccide Eufemio in duello.
Tormentato dal rimorso, Lotario si rifugia tra i monti, diventa eremita e muore in odore di santità.
La leggenda vuole che, dopo la morte della sua amata, Lotario si sia profuso nella costruzione della basilica.

## Accessibilità
Pur essendo a ridosso della costa e nell'immediato entroterra di due popolosi centri come Civitanova Marche e Porto Sant'Elpidio, è sconosciuta ai più ed è fuori dagli itinerari turistici. È invece molto facile raggiungerla partendo dalla costa e seguendo la segnaletica posta lungo le due diverse direttrici di accesso. La più semplice prevede di uscire allo svincolo di Montecosaro (superstrada della Valle del Chienti Civitanova Marche - Tolentino), per proseguire in direzione di Fermo; dopo un chilometro e mezzo, prima di raggiungere la frazione di Casette d'Ete, sulla sinistra si trova l'indicazione per Santa Croce, che si raggiunge dopo 3 km, percorrendo una stradina di campagna, asfaltata, che fiancheggia il fiume Ete. Anche l'accesso dalla strada statale 16 Adriatica è molto agevole: poco oltre l'abitato di Civitanova Marche, superato in direzione sud il ponte sul fiume Chienti, si prende subito a destra la provinciale che sale a Sant'Elpidio a Mare, per arrivare dopo due chilometri e mezzo all'incrocio di Cascinare; qui bisogna girare a destra seguendo l'indicazione per Santa Croce, che si raggiunge percorrendo un'altra stradina di campagna, che per un ultimo breve tratto non è asfaltata.